# IC 1987-2
IC 1987-2 — галактика типу C (компактна галактика) у сузір'ї Сітка.
Цей об'єкт міститься в оригінальній редакції індексного каталогу.